# Georges
Georges är en udde i Antarktis. Den ligger i Västantarktis. Argentina, Chile och Storbritannien gör anspråk på området.
Terrängen inåt land är kuperad åt sydost, men åt sydost är den bergig. Havet är nära Georges åt nordväst. Trakten är glest befolkad. Närmaste befolkade plats är Gonzalez Videla Station, 19,3 kilometer sydväst om Georges.